# Cantone di Morlaix
Il Cantone di Morlaix è una divisione amministrativa dell'arrondissement di Morlaix.
A seguito della riforma approvata con decreto del 13 febbraio 2014, che ha avuto attuazione dopo le elezioni dipartimentali del 2015, è passato da 4 a 11 comuni.

## Composizione
I 4 comuni facenti parte prima della riforma del 2014 erano:
- Morlaix
- Plourin-lès-Morlaix
- Sainte-Sève
- Saint-Martin-des-Champs

Dal 2015 i comuni appartenenti al cantone sono passati a 11, ridottisi poi a 10 dal 1º gennaio 2016 per effetto della fusione dei comuni di Loc-Eguiner-Saint-Thégonnec e Saint-Thégonnec per formare il nuovo comune di Saint-Thégonnec Loc-Eguiner:
- Carantec
- Henvic
- Locquénolé
- Morlaix
- Pleyber-Christ
- Plounéour-Ménez
- Saint-Martin-des-Champs
- Saint-Thégonnec Loc-Eguiner
- Sainte-Sève
- Taulé